# György Illés

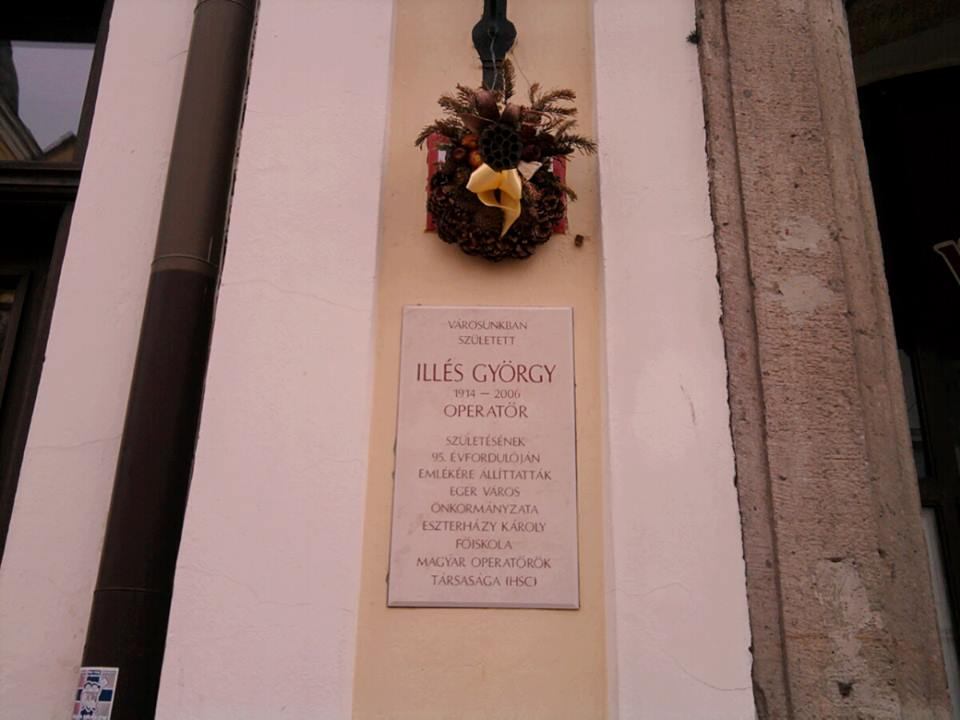
Gedenkplakette für Illés in Eger

György Illés (* 2. November 1914 in Eger, Österreich-Ungarn; † 12. Juni 2006 in Budapest, Ungarn) war ein ungarischer Kameramann.

## Leben und Werdegang
György Illés wurde 1914 als Kind von Mihály Illés und Bertha Stark im nordungarischen Eger geboren. Bereits in früher Jugend entdeckte er seine Leidenschaft für das Kino und mit 17 bekam er seine erste Kamera geschenkt.
Später zog die Familie nach Budapest, wo Illés den Kameramann István Eiben kennenlernte. Er arbeitete zunächst als Beleuchter und Kameraassistent. Später folgten erste Tätigkeiten als Kameramann bei der Produktion von Wochenschauen und Dokumentarfilmen. Im Jahr 1949 war er erstmals als Kameramann bei einer großen Spielfilmproduktion beschäftigt. Im gleichen Jahr begann er seine Lehrtätigkeit an der Budapester Schauspiel- und Filmhochschule (Színház- és Filmművészeti Főiskola), wo er die Ausbildung der Kameramänner übernahm. Zu seinen Schülern zählten zahlreiche renommierte ungarische Kameramänner wie Sándor Sára, Lajos Koltai, László Kovács, Sándor Kardos, János Kende, Elemér Ragályi und Vilmos Zsigmond. Illés wirkte über 50 Jahre an der Hochschule und war zeitweise Prorektor und in den Jahren 1990–91 auch Rektor der Hochschule.
In seiner langen Karriere war Illés als Kameramann für Regisseure wie Félix Máriássy, Károly Makk, Zoltán Várkonyi, János Herskó und Zoltán Fábri tätig. Mit Fábri drehte er die Filme Jungs aus der Paulstraße und Die Ungarn, die 1969 und 1978 jeweils eine Nominierung bei den Oscars für den Besten fremdsprachigen Film erhielten.
Seit 1990 war Illés Präsident des Ungarischen Verbandes der Kameraleute (Magyar Operatőrök Társasága). Ab 1993 war er Mitglied des Verwaltungsrates von Duna Televízió und ab 1995 Präsident der Ungarischen Film- und Fernsehschauspieler-Vereinigung (Magyar Film-és TV-Művészek Szövetsége).
Illés lebte zuletzt im Budapester Bezirk Zugló. Er starb 2006 im Alter von 91 Jahren und wurde im Beisein zahlreicher ungarischer Filmschaffender auf dem Budapester Friedhof Farkasréti temető beigesetzt.
Er ist Ehrenmitglied des AAC Verband Österreichischer Kameraleute.

## Filmografie (Auswahl)
- 1949: Frau Szabó (Szabóné)
- 1951: Befreites Land (Felszabadult föld)
- 1952: Die Bewährung (Tüzkeresztség)
- 1952: 2:0 für Marika (Civil a pályán)
- 1953: Mädchen von heute (Kiskrajcár)
- 1954: Kopf hoch (Fel a fejjel)
- 1955: Budapester Frühling (Budapesti tavasz)
- 1956: ...aber die Verwandten (Ünnepi vacsora)
- 1959: Das schwarze Gesicht (Szegény gazdagok)
- 1959: Traumlose Jahre (Álmatlan évek)
- 1960: Lang ist der Weg nach Hause (Hosszú az út hazáig)
- 1960: Oh, diese Untermieter (Füre lépni szabad)
- 1961: Ein Mädchen wurde ermordet (Megöltek egy lányt)
- 1961: Nur ein Spaß (Nem ér a nevem)
- 1962: Alle Tage Sonntag (Nedele ve vsední den)
- 1964: Majestät auf Abwegen (Mit csinált Felséged 3-tól 5-ig?)
- 1965: Die Lerche (Pacsirta)
- 1966: Der goldene Drache (Aranysárkány)
- 1966: Dialog (Párbeszéd)
- 1967: Die Vorladung (Utószezon)
- 1968: Jungs aus der Paulstraße (A Pál utcai fiúk)
- 1971: Ameisennest (Hangyaboly)
- 1973: Braches Land (A magyar ugaron)
- 1973: Ein Tag mehr oder weniger (Plusz-mínusz egy nap)
- 1975: Der unvollendete Satz (141 perc a befejezetlen mondatból)
- 1976: Das fünfte Siegel (Az ötödik pecsét)
- 1978: Die Ungarn (Magyarok)
- 1980: Balint Fabian begegnet Gott (Fábián Bálint találkozása Istennel)
- 1984: Titanic – Nachspiel einer Katastrophe (Titanic, Fernsehfilm)
- 1985: Die verschwendete Million (Az elvarázsolt dollár)
- 1987: Familie Wirbelwind auf Urlaub (Szeleburdi vakáció)

## Auszeichnungen (Auswahl)
- 1950: Kossuth-Preis
- 1973: Kossuth-Preis
- 1994: Ungarische Filmschau – Preis für das Lebenswerk
- 2000: Nationaler Ungarischer Journalistenverband (MÚOSZ) – Preis für das Lebenswerk
- 2001: Ehrenbürger der Stadt Budapest
- 2004: Ungarischer Verdienstorden – Kommandeur mit Stern
- 2005: Ungarischer Verband der Kameraleute – Legend Award